# Sclerostomus ruficollis
Sclerostomus ruficollis es una especie de coleóptero de la familia Lucanidae.

## Distribución geográfica
Habita en Brasil.